# Who Would Think That Love?
"Who Would Think That Love?" é uma canção do grupo pop global Now United, lançada em 20 de setembro de 2018. A canção foi disponibilizada nas plataformas digitais em 23 de setembro de 2019. Conta com os vocais de Any, Diarra, Sabina, Noah, Lamar e Bailey.

## Controvérsias
Originalmente a música não tinha a voz do Bailey, mas como o Lamar não pôde ir ao México gravar o videoclipe, Bailey teve que substituí-lo. A versão da música com vocais do Lamar foi disponibilizada em uma live colaborativa do Now United, no Vídeo no YouTube.

## Videoclipe
O videoclipe foi lançado no dia 20 de setembro de 2018, e gravado em Puebla, México. "Who Would Think That Love?" é videoclipe mais visto do grupo, com mais de 100 milhões de visualizações no YouTube.

## Histórico de lançamento
| Região | Data                   | Formato                    | Gravadora | Ref.  |
| ------ | ---------------------- | -------------------------- | --------- | ----- |
| Mundo  | 23 de setembro de 2019 | download digital streaming | XIX       | [ 3 ] |